# Culex harpagophallus
Culex harpagophallus är en tvåvingeart som beskrevs av Wang och Feng 1964. Culex harpagophallus ingår i släktet Culex och familjen stickmyggor. Inga underarter finns listade i Catalogue of Life.